# Kostel Saint-Pierre de Montmartre
Kostel Saint-Pierre de Montmartre (francouzsky Église Saint-Pierre de Montmartre) neboli kostel sv. Petra na Montmartru je katolický kostel v 18. obvodu v Paříži, jeden z nejstarších kostelů ve městě. Byl vysvěcen v roce 1147 papežem Evženem III. a je jediným pozůstatkem bývalého královského opatství na Montmartru. Nachází se na samotném vrcholku kopce Montmartre v těsné blízkosti baziliky Sacré-Cœur. Spolu s kostelem Saint-Jean de Montmartre je jedním ze dvou farních kostelů na Montmartru. Kostel je od roku 1923 chráněn jako historická památka.

## Historie

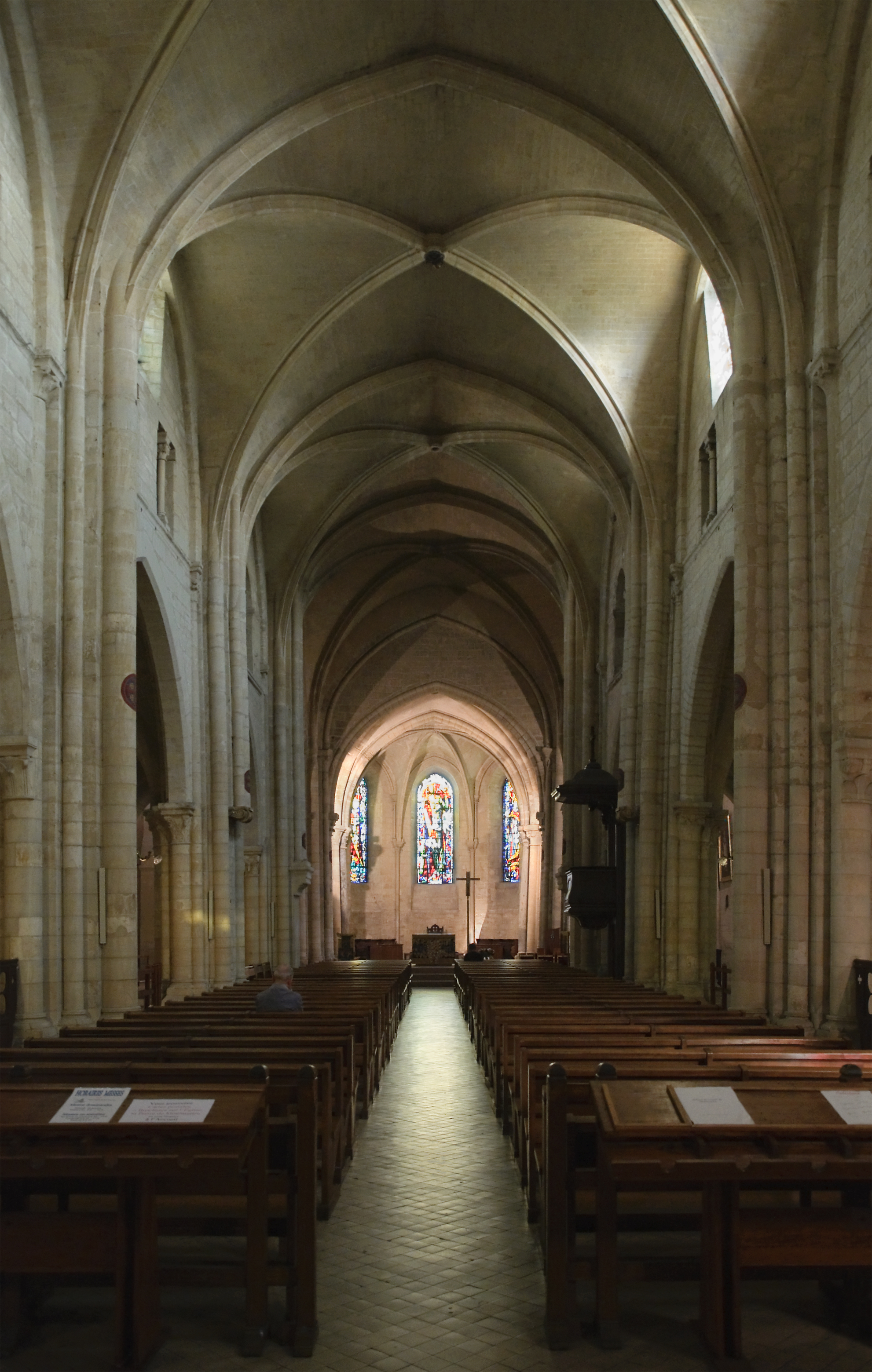
Kostel Saint-Pierre de Montmartre, interiér

Jednoduchý kostel zde stál již v 7. století na místě původního římského chrámu boha Marta. Kostel byl zpustošen Normany v roce 885 a přestavěn v roce 944.
Kolem roku 1096 byl přičleněn k převorství Saint-Martin-des-Champs. V roce 1133 byl merovejský kostel ve velmi špatném stavu prodán králi Ludvíkovi VI. Tím začala výstavba kostela pro ženský benediktinský klášter založený jeho manželkou, královnou Adélou Savojskou. Na Velikonoční pondělí (21. dubna) roku 1147 papež Evžen III. kostel slavnostně vysvětil. V průběhu šesti následujících století sloužil kostel jako farní i jako klášterní kostel. Zeď oddělující kůr od zbytku budovy zůstala až do roku 1906.
V roce 1611 byla objevena krypta snad z období Merovejců pod kaplí Mučedníků. Za Francouzské revoluce byl klášter zrušen. Poslední abatyše Marie-Louise de Montmorency-Laval byla popravena gilotinou v roce 1794. Všechny budovy opatství Montmartre byly postupně prodány a zbořeny. Kostel sv. Petra unikl ničení zčásti proto, že sloužil jako farní kostel. Hřbitov Calvaire, který se rozkládá kolem kostela, byl rovněž zničen během revoluce, ale později byl obnoven.
V roce 1794 byla nad kostelem postavena věž pro optický telegraf, který byl v provozu do roku 1844. Během Pařížské komuny zřídila v kostele feministka Paule Minck veřejnou školu. Kostel byl v letech 1900-1905 restaurován. Dne 21. května 1923 byl kostel zapsán mezi historické památky. Vitráže byly instalovány v roce 1953 a jejich autorem je Maurice Max-Ingrand.

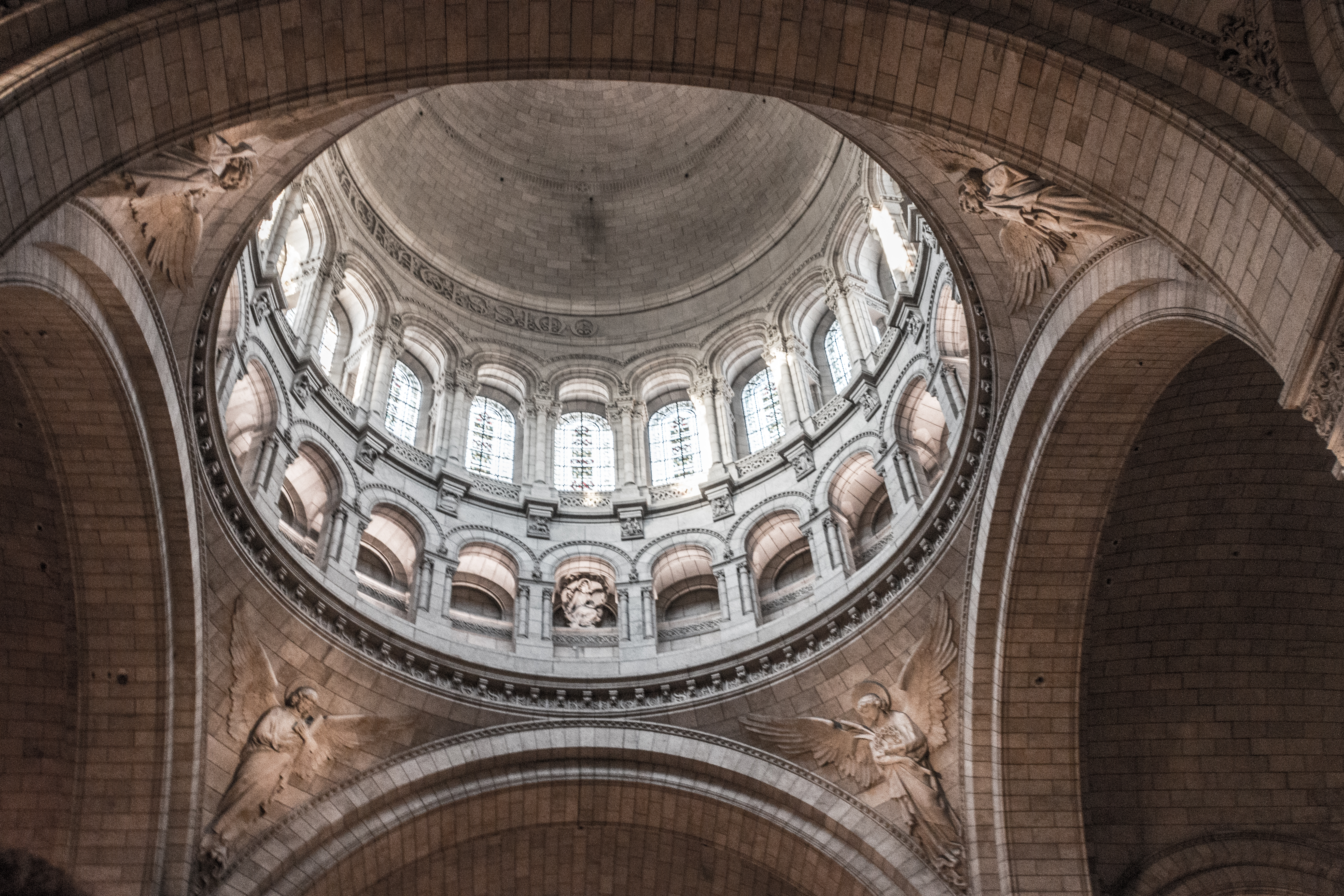
Saint Pierre de Montmartre

## Zajímavosti v kostele
- Hrobka Adély Savojské, francouzské královny a zakladatelky opatství
- Obraz Snímání z kříže připisovaný španělskému malíři Josému de Riberovi (1591-1652)
- Sloupy v lodi pocházejí z antického chrámu boha Marta. Dva stojí v chóru a dva po stranách varhan. Rovněž pět korintských hlavic sloupů pochází ještě z kostela z merovejského období.